# Lucy Walter
Pour les articles homonymes, voir Walter.
Lucy Walter, maîtresse du roi anglais Charles II et mère du 1er duc de Monmouth, est née aux alentours de 1630, à Roch Castle, près de Haverfordwest comté de Pembrokeshire (pays de Galles).

## Biographie
Les Walter étaient une famille galloise de bonne condition, qui se déclarèrent du côté du roi pendant la Guerre civile anglaise (1642-1649). Son père, William Walter, et sa mère, Elizabeth Protheroe ne s'entendaient pas et se séparèrent en 1641. Son grand-père, John Protheroe était le premier astronome à avoir construit un télescope sur le sol anglais. Leur famille est alliée aux ducs de Norfolk et aux comtes Vaughan de Carbery. Roch Castle ayant été envahi puis brûlé par les forces du Parlement en 1644, Lucy Walter trouva d'abord refuge à Londres, puis à La Haye. C'est là qu'elle rencontra le futur roi en 1648. 
Grâce à des relations familiales, elle entra dans la société londonienne, et devint d'abord, à 17 ans, la maîtresse d'Algernon Sidney, un officier « tête-ronde » (nom donné aux parlementaires partisans de Cromwell). Elle fit la connaissance en Hollande de son jeune frère, Robert Sidney, royaliste en exil. C'est grâce à lui qu'elle devint proche de Charles II.
Il y a peu de raisons d'accréditer la légende selon laquelle elle fut sa première maîtresse ; lui en tout cas n'était pas son premier amant. L'intimité qui s'installa entre le roi et cette « créature brune, belle, effrontée, mais insipide », comme le dit John Evelyn, dura à intervalles irréguliers jusqu'à l'automne 1651. Charles reconnut leur fils, né en 1649, et le nomma duc de Monmouth.
Elle quitta Charles II et mena une vie dissolue, qui est peut-être la cause de sa mort prématurée, en septembre ou octobre 1658. En janvier de la même année, elle avait enfin accepté de confier au roi leur fils James et sa fille Mary afin que celui-ci confie leur éducation à William Crofts qui sera créé baron Crofts of Little Saxham (suffolk). Thomas Ross fut désigné comme tuteur du jeune James qui prit le nom de Crofts jusqu'à ses treize ans où il reçut le duché de Monmouth.
Lucy Walters mourut misérablement, ses derniers instants ruinés par le remords de sa vie gâchée, et elle fut enterrée au cimetière des Huguenots à St Germain (à Paris). 
Elle n'avait que 28 ans.
Sa fille, Mary (née en 1651), est probablement la fille de Henry Bennet, 1er comte d'Arlington. Elle épousa William Sarsfield. Son frère, Richard, devint sheriff of Pembrokeshire.